# Gica Iuteș
Gica Iuteș, pe numele real Elena-Georgeta Drăgoi, (n. 17 septembrie 1925, Bârlad, Tutova, România – d. 2018) a fost o prozatoare română, cunoscută ca autoare de cărți pentru copii.

## Biografie
S-a născut la 17 septembrie 1925 în orașul Bârlad din județul Tutova (astăzi în județul Vaslui), ca fiică a subofițerului tehnician Vasile Iuteș și al Mariei Iosipescu. A urmat școala primară (1932–1936) și Liceul de Fete „Iorgu Radu” din Bârlad (1937–1945) și apoi cursurile Facultății de Filosofie, secția sociologie, a Universității din București (1949).
A lucrat în timpul facultății ca redactor la revista Studentul român (1948), apoi, după absolvire, a fost angajată succesiv la Scânteia tineretului (1949), Pionierul (1950–1952), Tînărul scriitor (1954–1957) și Luceafărul (1958–1971). A colaborat, de asemenea, la revistele Contemporanul, Gazeta literară, România literară, Revue Roumaine, Flacăra, România liberă etc.
S-a căsătorit cu poetul bârlădean Cezar Drăgoi.
Gica Iuteș a decedat în anul 2018.

## Activitatea literară
A debutat în 1949 în revista Studentul român, iar în anul următor a publicat volumul de povestiri cu pionieri Să vă povestim despre noi... (1950), care a avut succes. A publicat mai multe cărți pentru copii printre care Inimoșii (1953), Praștia năzdrăvană (1955), Cei de la Crisanta (1960), Faima detașamentului (1963), Atențiune, Carolina! (1970), Răpirea Mietei (1977), Dabada și Nubanu (1978) și Măr roșu ca focul (1978) etc. Unele cărți ale Gicăi Iuteș au fost traduse în limbile germană, maghiară și rusă și publicate în România și în străinătate.
Scriitoarea a valorificat inițial unele scheme etice din basmele populare într-o proză pentru copii moralizatoare, în spiritul îndrumărilor ideologice ale regimului comunist. Cartea Inimoșii (1953), cu o intrigă polițistă într-un ritm alert, evidențiază efortul nereușit al Gicăi Iuteș de abandonare a clișeelor ideologice și promovează valorile etice ale educației proletare. Romanul Cei de la Crisanta (1960), publicat în 1974 într-o ediție revăzută și adăugită sub titlul O stea din toate e a mea, este un roman realist socialist care evocă, prin ochii copilului orfan Mihălucă Breb, viața grea a țăranilor și comportamentul violent al fasciștilor în perioada postbelică. Copilul îl demască pe fiul fostului moșier ca fiind un asasin legionar. Povestirile din volumul Dabada și Nubanu (1978) sunt scrise cu o mai mare gingășie și cu mai mult umor. Proza Gicăi Iuteș dovedește, potrivit cercetătoarei Simona Preda, sensibilitatea literară și dragostea pentru copii a autoarei.
Gica Iuteș a fost distinsă cu mai multe premii literare precum Premiul Uniunii Scriitorilor din România (1962), Premiul Consiliului Național al Pionierilor (1970) și Premiul Asociației Scriitorilor din București (1979; 1985).

## Opera
- Să vă povestim despre noi..., povestiri, Ed. Tineretului, București, 1950;
- Vlăstar-Voinicul, poveste, Ed. Tineretului, București, 1950;
- Cum am devenit stahanovist, București, 1953;
- Inimoșii, povestiri, Ed. Tineretului a C.C. al U.T.M., București, 1953;
- Praștia năzdrăvană, povestiri, Ed. Tineretului, București, 1955;
- Băiatul și noaptea, povestire, Ed. Tineretului, București, 1957;
- Cei de la Crisanta, roman, Ed. Tineretului, București, 1960 (ed. a II-a, Ed. Tineretului, București, 1965; ed. a III-a revăzută și adăugită, O stea din toate e a mea, Ed. Ion Creangă, București, 1974; ed. a IV-a, O stea din toate e a mea, Ed. Ion Creangă, București, 1986);
- Faima detașamentului, povestiri, Ed. Tineretului, București, 1963 (altă ed., 1965);
- Atențiune, Carolina!, roman pentru tineret, Ed. Ion Creangă, București, 1970;
- Răpirea Mietei, povești, Ed. Ion Creangă, București, 1977;
- Măr roșu ca focul, povestiri, Ed. Ion Creangă, București, 1978;
- Dabada și Nubanu. Mic roman cu cei mai mici, roman pentru copii, Ed. Ion Creangă, București, 1978;
- Noi și arhimededoi, Ed. Ion Creangă, București, 1984;
- Atențiune, Carolina! S.O.S., Balaban!, Ed. Ion Creangă, București, 1992.